# Halowe Mistrzostwa Europy w Lekkoatletyce 2019 – pchnięcie kulą mężczyzn
Pchnięcie kulą mężczyzn – jedna z konkurencji technicznych rozgrywanych podczas halowych lekkoatletycznych mistrzostw Europy w hali Emirates Arena w Glasgow. Tytułu mistrza sprzed dwóch lat nie obronił Konrad Bukowiecki, który tym razem odpadł w kwalifikacjach.

## Terminarz
| Data    | Godzina |              |
| ------- | ------- | ------------ |
| 1 marca | 11:30   | Kwalifikacje |
| 1 marca | 20:35   | Finał        |

## Statystyka

### Rekordy
Tabela prezentuje halowy rekord świata, rekord Europy w hali, rekord halowych mistrzostw Europy, a także najlepsze osiągnięcia w hali w Europie i na świecie w sezonie 2019 przed rozpoczęciem mistrzostw.
|                                               | Zawodnik       | Wynik | Miejsce     | Data                  |
| --------------------------------------------- | -------------- | ----- | ----------- | --------------------- |
| Rekord świata                                 | Randy Barnes   | 22,66 | Los Angeles | 20 stycznia 1989(dts) |
| Rekord Europy                                 | Ulf Timmermann | 22,55 | Senftenberg | 11 lutego 1989(dts)   |
| Rekord mistrzostw Europy                      | Ulf Timmermann | 22,19 | Liévin      | 21 lutego 1987(dts)   |
| Najlepszy wynik na świecie w 2019 roku (hala) | Ryan Crouser   | 22,33 | Nowy Jork   | 9 lutego 2019(dts)    |
| Najlepszy wynik w Europie w 2019 roku (hala)  | David Storl    | 21,32 | Lipsk       | 16 lutego 2019(dts)   |

### Najlepsze wyniki w Europie
Poniższa tabela przedstawia 10 najlepszych rezultatów na Starym Kontynencie w sezonie 2019 przed rozpoczęciem mistrzostw.

W zestawieniu nie ujęto rosyjskich lekkoatletów zawieszonych z powodu afery dopingowej, z wyłączeniem startujących w mistrzostwach jako autoryzowani lekkoatleci neutralni.
| Pozycja | Zawodnik          | Reprezentacja                      | Wynik | Data                | Miejsce           |
| ------- | ----------------- | ---------------------------------- | ----- | ------------------- | ----------------- |
| 1.      | David Storl       | Niemcy                             | 21,32 | 16 lutego(dts) br   | Lipsk             |
| 2.      | Tomáš Staněk      | Czechy                             | 21,16 | 19 stycznia(dts) br | Jablonec nad Nysą |
| 3.      | Bob Bertemes      | Luksemburg                         | 21,03 | 13 lutego(dts) br   | Poczdam           |
| 4.      | Mesud Pezer       | Bośnia i Hercegowina               | 20,99 | 20 lutego(dts) br   | Belgrad           |
| 5.      | Konrad Bukowiecki | Polska                             | 20,95 | 4 lutego(dts) br    | Łódź              |
| 6.      | Michał Haratyk    | Polska                             | 20,92 | 16 lutego(dts) br   | Toruń             |
| 7.      | Francisco Belo    | Portugalia                         | 20,90 | 17 lutego(dts) br   | Stambuł           |
| 8.      | Andrei Gag        | Rumunia                            | 20,81 | 26 stycznia(dts) br | Bacău             |
| 9.      | Denzel Comenentia | Holandia                           | 20,72 | 9 lutego(dts) br    | Fayetteville      |
| 10.     | Maksim Afonin     | Autoryzowani lekkoatleci neutralni | 20,70 | 14 lutego(dts) br   | Moskwa            |

Pogrubioną czcionką oznaczono zawodników, którzy wystartowali na mistrzostwach.

## Rezultaty

### Kwalifikacje
Do kwalifikacji przystąpiło 18 miotaczy. Awans do finału dawało osiągnięcie odległości 20,90 m (Q) lub zajęcie jednego z pierwszych ośmiu miejsc (q).
Opracowano na podstawie materiału źródłowego.
| Poz. | Zawodnik           | Reprezentacja                      | #1    | #2    | #3    | Rezultat | Uwagi |
| ---- | ------------------ | ---------------------------------- | ----- | ----- | ----- | -------- | ----- |
| 1.   | Mesud Pezer        | Bośnia i Hercegowina               | 20,22 | 20,32 | 21,08 | 21,08    | Q,    |
| 2.   | Michał Haratyk     | Polska                             | 20,16 | 20,51 | 20,98 | 20,98    | Q,    |
| 3.   | Bob Bertemes       | Luksemburg                         | 20,49 | x     | 20,97 | 20,97    | Q     |
| 4.   | Tomáš Staněk       | Czechy                             | 20,90 | –     | –     | 20,90    | Q     |
| 5.   | David Storl        | Niemcy                             | 20,13 | 20,58 | 20,61 | 20,61    | q     |
| 6.   | Marcus Thomsen     | Norwegia                           | 20,30 | 20,41 | 20,41 | 20,41    | q     |
| 7.   | Nikolas Skarwelis  | Grecja                             | 19,70 | 20,34 | 20,30 | 20,34    | q,    |
| 8.   | Francisco Belo     | Portugalia                         | 19,93 | 20,31 | 20,15 | 20,31    | q     |
| 9.   | Maksim Afonin      | Autoryzowani lekkoatleci neutralni | 20,30 | 20,14 | x     | 20,30    |       |
| 10.  | Jakub Szyszkowski  | Polska                             | 20,28 | 20,24 | 19,85 | 20,28    |       |
| 11.  | Konrad Bukowiecki  | Polska                             | 19,60 | x     | 20,18 | 20,18    |       |
| 12.  | Tsanko Arnaudov    | Portugalia                         | 19,86 | x     | 19,08 | 19,86    |       |
| 13.  | Asmir Kolašinac    | Serbia                             | 19,46 | 19,82 | 19,45 | 19,82    |       |
| 14.  | Leonardo Fabbri    | Włochy                             | 19,60 | x     | 19,71 | 19,71    |       |
| 15.  | Andrei Gag         | Rumunia                            | 19,70 | x     | 19,31 | 19,70    |       |
| 16.  | Giorgi Mudżaridze  | Gruzja                             | 18,24 | 19,20 | 19,46 | 19,46    |       |
| 17.  | Osman Can Özdeveci | Turcja                             | 19,13 | x     | x     | 19,13    | PB    |
| 18.  | Carlos Tobalina    | Hiszpania                          | 17,11 | 18,66 | 19,06 | 19,06    |       |

### Finał
Opracowano na podstawie materiału źródłowego.
| Poz. | Zawodnik          | Reprezentacja        | Próby | Próby | Próby | Próby | Próby | Próby | Wynik | Uwagi |
| Poz. | Zawodnik          | Reprezentacja        | 1     | 2     | 3     | 4     | 5     | 6     | Wynik | Uwagi |
| ---- | ----------------- | -------------------- | ----- | ----- | ----- | ----- | ----- | ----- | ----- | ----- |
| 01 ! | Michał Haratyk    | Polska               | 21,65 | 21,33 | 21,43 | x     | x     | x     | 21,65 | EL,   |
| 02 ! | David Storl       | Niemcy               | 21,16 | 21,54 | x     | x     | x     | 20,57 | 21,54 | SB    |
| 03 ! | Tomáš Staněk      | Czechy               | x     | 21,25 | 20,37 | x     | x     | 20,30 | 21,25 | SB    |
| 4.   | Francisco Belo    | Portugalia           | 20,59 | 20,98 | 20,65 | 20,56 | x     | x     | 20,97 | PB    |
| 5.   | Bob Bertemes      | Luksemburg           | x     | x     | 20,70 | x     | x     | 20,60 | 20,70 |       |
| 6.   | Mesud Pezer       | Bośnia i Hercegowina | 20,10 | x     | 20,29 | 20,69 | 20,44 | 20,67 | 20,69 |       |
| 7.   | Marcus Thomsen    | Norwegia             | 19,65 | 20,21 | 19,98 | 20,22 | 19,90 | 20,09 | 20,22 |       |
| 8.   | Nikolas Skarwelis | Grecja               | 19,47 | 19,89 | 19,68 | x     | 19,92 | 20,13 | 20,13 |       |